# Elf Aquitaine
A Elf Aquitaine era uma petrolífera francesa. Durante muitos anos foi uma estatal, porém foi privatizada em 1996 e em 2000 foi absorvida pela concorrente Total S.A, com 95% das suas ações passando a ser sua propriedade.

## Esportes a motor

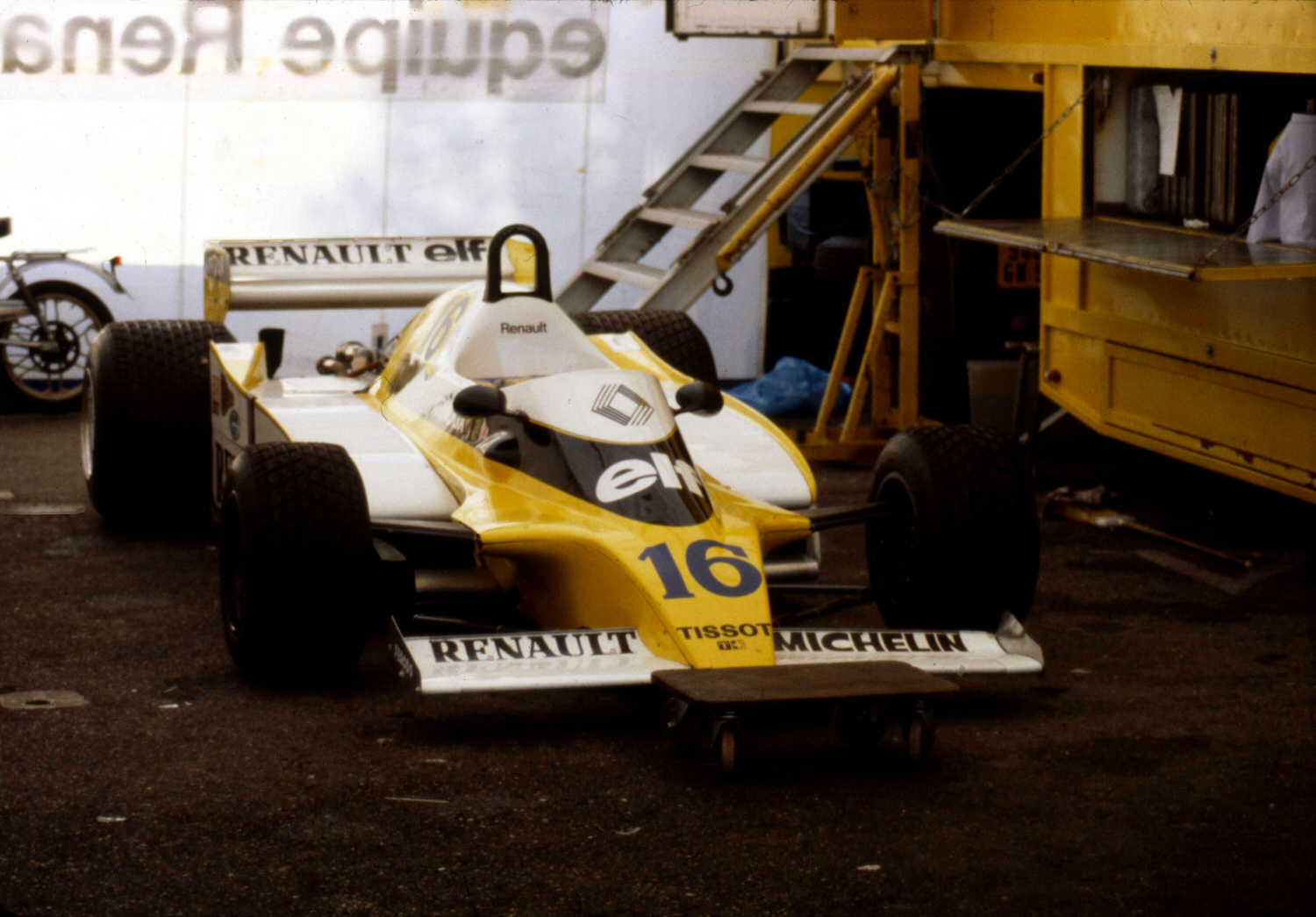
Carro da Fórmula 1 com patrocínio da Elf Aquitaine.

Na Fórmula 1 estreou fornecendo combustíveis e fluidos para a francesa Matra. Em 1971 iniciou uma parceria vitoriosa com a Tyrrell, sendo a patrocinadora principal e fornecendo combustíveis e fluidos. A Elf-Tyrrell conquistou um bi-campeonato com Jackie Stewart e várias vitórias pelas mãos de François Cevert, Jody Scheckter e Patrick Depailler.
Depois da Tyrrell, a Elf firmou uma parceria duradoura e simbiótica com a Renault. Além do fornecimento oficial para a equipe da fábrica, a petrolífera também deu suporte técnico as demais equipes que viriam a usar os motores franceses como Lotus, Ligier, novamente a Tyrrell, Williams, Benetton e Red Bull Racing.
A parceria Renault-Elf resultou num domínio absoluto na década de 90, quando ambas ajudaram a Williams e a Benetton a conquistarem títulos de pilotos e construtores. Nos anos 2000 a parceria voltou a ser campeã a bordo da equipe Renault F1.
Além da Fórmula 1, a Elf também participou da Moto GP, WRC, Rally Paris-Dacar, Sports Protótipos, etc.